# Tuktut-Nogait-Nationalpark
Der Tuktut-Nogait-Nationalpark (englisch Tuktut Nogait National Park of Canada, französisch Parc national du Canada Tuktut Nogait) ist ein Nationalpark im Nordosten der Nordwest-Territorien in Kanada in den Melville Hills. Der Park ist 18.890 km² groß und liegt etwa 170 km nördlich des Polarkreises. Der Park wurde 1998 eingerichtet und ist der flächengrößte der Nationalparks in den Nordwest-Territorien.
Tuktut Nogait bedeutet auf Inuvialuktun ‚junges Karibu‘.
Im Park leben unter anderem Karibus, Moschusochsen, Grizzlys, Wölfe und Wandersaiblinge.
Die Inuit setzen sich seit langem schon für die Erhaltung und die Erweiterung des Nationalparks ein. Archäologische Funde belegen, dass die Gegend seit mindestens 1000 Jahren besiedelt ist. 1867/1868 besuchte Emile Petitot als erster Europäer die Gegend. Durch die Canadian Arctic Expedition von 1913 bis 1918 wurde sie wissenschaftlich untersucht und kartografiert.
Besucher erwarten neben den natürlichen Gegebenheiten (Fauna und Flora, Geologie) auch 360 archäologische Stätten. Allerdings gehört der Park zu den fünf kanadischen Nationalparks mit den wenigsten Besuchern, es wurden nur 12 Besucher registriert. Weniger Besucher als der Tuktut-Nogait-Nationalpark hatten im Haushaltsjahr 2022–2023 nur der Sirmilik-Nationalpark (6 Besucher) und der Quttinirpaaq-Nationalpark (7 Besucher). Jedoch hatten auch die Parks mit den nächstmeisten Besuchern, der Aulavik-Nationalpark (34 Besucher) und der Wapusk-Nationalpark (82 Besucher), nicht deutlich mehr Besucher. Gemeinsam ist diesen Parks mit sehr wenigen Besuchern ihre abgelegene Lage, teilweise sehr weit im Norden.

## Zugang zum Nationalpark
Der Nationalpark wird meistens per Flugzeug erreicht. Es gibt eine Reihe bekannter Landeplätze für Wasserflugzeuge, die üblicherweise von Norman Wells oder Inuvik angeflogen werden: Uyarsivik Lake / Cache Lake (⊙), Canoe Lake (⊙), Long Lake , One Island Lake (⊙), Seven Islands Lake (⊙), Akluk Lake , Brock Headwater Lakes (⊙) und Hornaday Lake (⊙).